# Serhij Hladyr

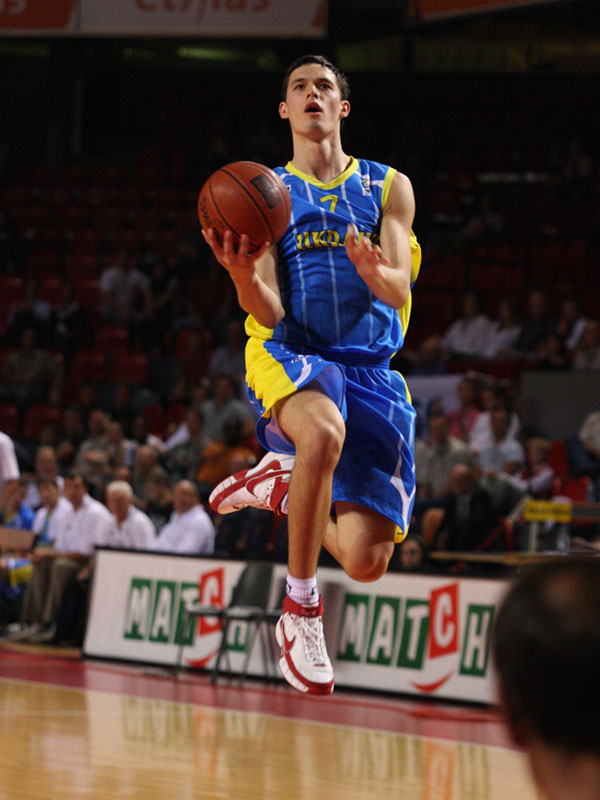
Serhij Hladyr i en landskamp mellan Ukraina och Belgien, 2008.

Serhij Gladyr (ukrainska: Сергій Вікторович Гладир, Serhij Viktorovytj Hladyr) född 17 oktober 1989 i Mykolajiv, Ukrainska SSR, Sovjetunionen, är en ukrainsk basketspelare. 
Hladyr inledde sin karriär i en av de mindre klubbarna i Ukrainas superliga, MBC Mykolajiv. År 2009 draftades han av NBA-klubben Atlanta Hawks i den andra rundan. Hladyr spelar för Bàsquet Manresa i spanska ABC-ligan.  

### Fotnoter
1. ↑  ”Arkiverade kopian”. Arkiverad från originalet den 2 november 2013. https://web.archive.org/web/20131102201844/http://www.draftexpress.com/profile/Sergey-Gladyr-5702/. Läst 5 februari 2011.